# 산적화물선

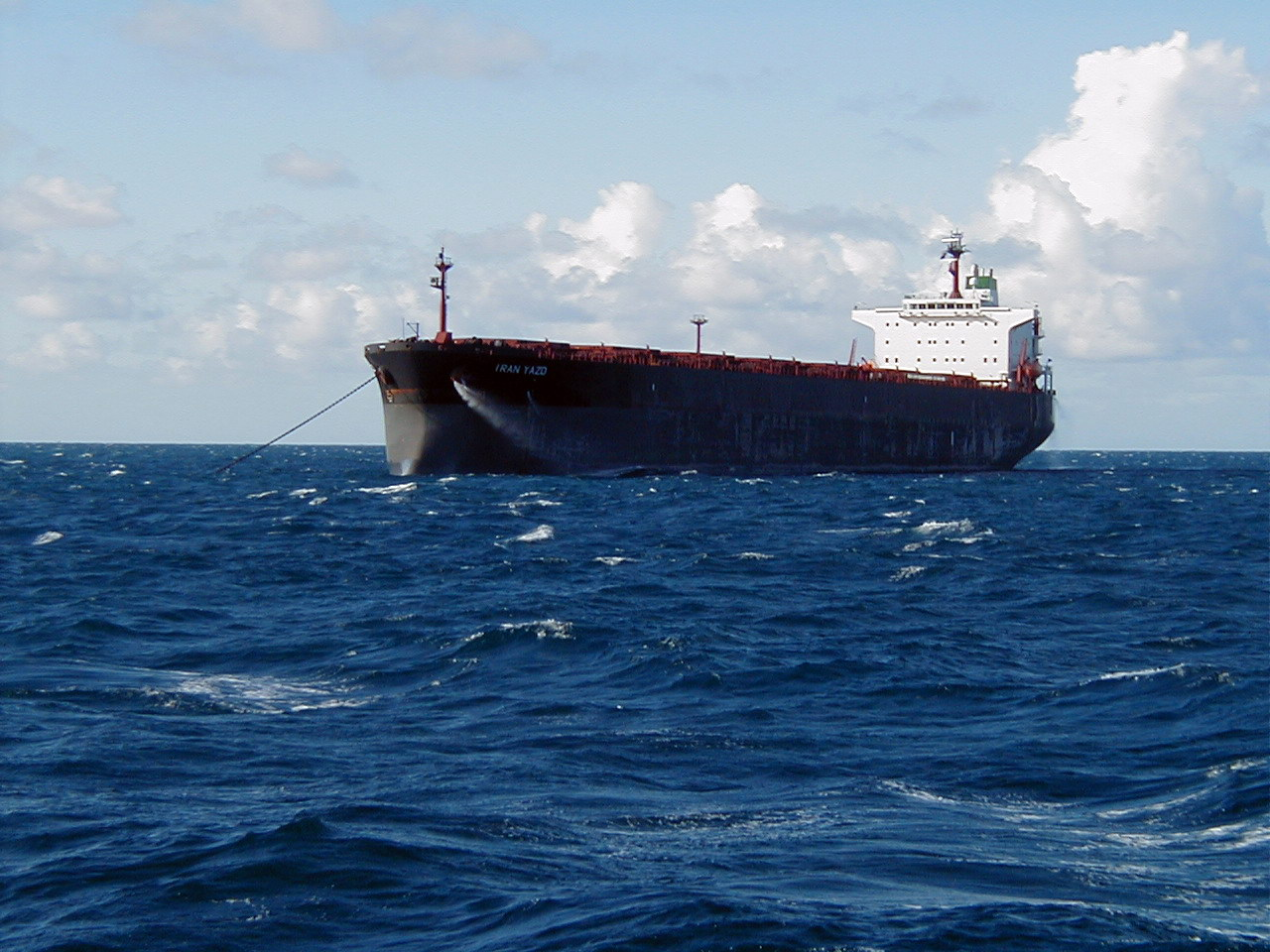

'벌크선 또는 '산적화물선(散積貨物船, 영어: bulk carrier, bulk freighter, bulker)은 곡물이나 광석과 같이 포장되지 않은 산적화물의 운송에 사용되는 선박이다. 수송하는 화물의 종류에 따라 특정 화물만 운송하는 전용화물선과 다양한 산적화물을 운송하는 겸용선으로 구분된다.

## 규모에 따른 구분
- 핸디사이즈(Handysize) : 1만 ~ 3.5만톤급(DWT)의 소형 산적화물선으로 운항이 자유로와 범용성이 우수하나 적재화물이 한정되어 있다. 핸디사이즈 중 규모가 큰 선박은 핸디맥스라고도 부른다.
- 핸디맥스(Handymax) : 3.5만 ~ 5.8만톤급(DWT)
- 수프라막스(Supramax) : 52,000DWT 정도 크기의 산적화물선 -
- 파나맥스(Panamax) : 6만 ~ 8만톤급(DWT). 파나마운하를 통과할 수 있는 선박의 최대 크기를 말한다.
- 케이프사이즈(Capesize) : 8만톤급(DWT) 이상. 남아프리카공화국의 석탄 적출항인 리처드 베이에 입항이 가능한 선박의 최대크기를 말한다.
- 초대형 산적화물선(VLOC, Very Large Ore Carrier) : 18만 ~ 25만톤급(DWT)으로 브라질, 호주 등의 철광석을 운송하는데 쓰인다.